# Дескелешть
Дескелешть, Дескелешті (рум. Dăscălești) — село у повіті Бузеу в Румунії. Входить до складу комуни Пуєшть.
Село розташоване на відстані 140 км на північний схід від Бухареста, 43 км на північний схід від Бузеу, 61 км на захід від Галаца, 130 км на схід від Брашова.

## Населення
За даними перепису населення 2002 року у селі проживали 986 осіб.
Національний склад населення села:
| Національність | Кількість осіб | Відсоток |
| -------------- | -------------- | -------- |
| румуни         | 973            | 98,7%    |
| цигани         | 13             | 1,3%     |

Рідною мовою назвали:
| Мова      | Кількість осіб | Відсоток |
| --------- | -------------- | -------- |
| румунська | 973            | 98,7%    |
| циганська | 13             | 1,3%     |